# Cyrk Korona

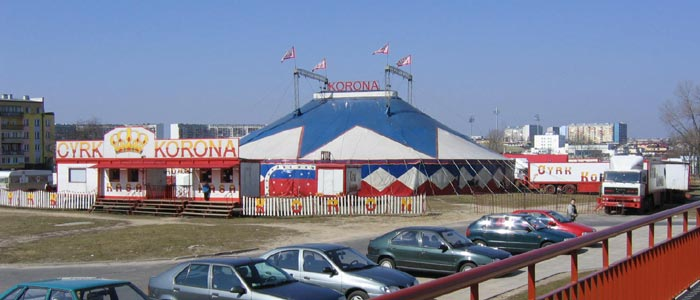
Cyrk Korona (2006)

Cyrk Korona – największy polski cyrk prowadzony przez Lidię Król-Pinder i Thomasa Pindera, założony w 1993 roku. 

## Program
| Sezon | Nazwa programu                              | Rok  |
| ----- | ------------------------------------------- | ---- |
| 16    | "W 2 Godziny Dookoła Świata"                | 2008 |
| 17    | "Podróże w Czasie"                          | 2009 |
| 18    | "Magiczny Cyrk"                             | 2010 |
| 19    | "Powietrzne Fantazje"                       | 2011 |
| 20    | "Niech Żyje Cyrk!"                          | 2012 |
| 21    | "Fabryka Śmiechu"                           | 2013 |
| 22    | "Kamera-Akcja!"                             | 2014 |
| 23    | "Cyrkowo-Bajkowo"                           | 2015 |
| 24    | "Odwiedziny u rodziny"                      | 2016 |
| 25    | "Wielki Jubileusz"                          | 2017 |
| 26    | "WOW - 250 lat Cyrku"                       | 2018 |
| 27    | "Bajkowe Fantazje"                          | 2019 |
| 28    | "Bajkowe Fantazje 2"                        | 2020 |
| 29    | "SHOW jak z bajki"                          | 2021 |
| 30    | "Urodzinowo Bajkowo"                        | 2022 |
| 31    | "Sensacyjny Nowy Program Dla Całej Rodziny" | 2023 |

## Majątek i zwierzyniec
Cyrk Korona dysponuje trzema namiotami cyrkowymi o średnicach 40 m, 38 m oraz 36 m, dwa stałe amfiteatry na 1500 osób oraz jeden na 1000. Posiada także agregaty prądotwórcze oraz pojazdy specjalne, dzięki czemu może zorganizować przedstawienie w dowolnym miejscu w Polsce oraz w Europie.
Przy cyrku jest prowadzony największy zwierzyniec cyrkowy w Polsce (2006 r.). Cyrk posiada na stałe: wielbłądy, konie rasy Welsh Cob i araby, lamy, gęsi, zebry, kozy, owce, psy rasy bernardyn, małpy, kuce szetlandzkie oraz byka "Fernando".
W sezonie 2008 występowały także dwa słonie afrykańskie.
W 2004 przy Cyrku powstało biuro zajmujące się organizacją różnego rodzaju imprez, produkcji filmowej oraz reklamowej, a także wynajmujące namioty.

## Festiwal Talentów
Cyrk Korona od 2010 roku jest organizatorem Międzynarodowego Festiwalu Talentów, który na przełomie września i października odbywa się w Warszawie. Impreza odbywa się pod dwoma wielkopowierzchniowymi namiotami cyrkowymi, a na arenie prezentowane są największe gwiazdy świata cyrku. Festiwal Talentów jest największą i najważniejszą cyrkową imprezą w Polsce. W ciągu czterech edycji festiwal osiągnął status prestiżowego a liczba odwiedzających cyrk rośnie. W 2012 roku podczas III Festiwalu Talentów piosenkarka Doda uświetniła galę, wjeżdżając na arenę na słonicy Sharon. W 2013 r. Ewelina Lisowska zaprezentowała swój czwarty singiel "Aero-Plan II". Artystka wystąpiła na trapezie i w kuli wodnej, podczas gali charytatywnej. Nagroda brązowej, srebrnej i złotej korony przyznawana jest na wielkiej gali finałowej. Zwycięzców wybiera publiczność.

### I Festiwal Talentów
| Nagroda        | Zwycięzca                      | Zwycięzca                     | Zwycięzca                     | Zwycięzca |
| -------------- | ------------------------------ | ----------------------------- | ----------------------------- | --------- |
| Grand Prix     | Trio Korolev's                 |                               |                               |           |
| Złota korona   | Sasha Korolev                  | Mr. Chap                      | Melkart Ball                  |           |
| Srebrna korona | Rossi Brothers (Włochy)        | Emma Pinder (Wielka Brytania) | Piotr "Ssnake" Wąsik (Polska) |           |
| Brązowa korona | Carol Pinder (Wielka Brytania) |                               |                               |           |

### II Festiwal Talentów
| Grand Prix     | Mr. Chap (Polska)             |                                     |
| Złota korona   | Trio Laruss (Węgry)           |                                     |
| Srebrna korona | Yosvany Rodriquez (Kuba)      | John Fossett Team (Wielka Brytania) |
| Brązowa korona | Piotr "Ssnake" Wąsik (Polska) | Duo Stauberti (Czechy)              |

### III Festiwal Talentów
| Nagroda        | Zwycięzca                | Zwycięzca                        | Zwycięzca                        | Zwycięzca                 |
| -------------- | ------------------------ | -------------------------------- | -------------------------------- | ------------------------- |
| Grand Prix     | Ludwig Berousek (Czechy) |                                  |                                  |                           |
| Złota korona   | Amadeo Folco (Włochy)    | Helena Polachov (Czechy)         |                                  |                           |
| Srebrna korona | Chelo & Gabi (Hiszpania) | Duo Guidi (Ukraina/Włochy)       | Trio Woźniewski (Polska/Ukraina) | Trio Nemo (Polska/Anglia) |
| Brązowa korona | Nanou (Francja)          | Trio 7-pokoleń (Wielka Brytania) | Carole Pinder (Wielka Brytania)  | Tito Medina (Hiszpania)   |

### IV Festiwal Talentów
| Nagroda        | Zwycięzca                              | Zwycięzca                  | Zwycięzca                        | Zwycięzca                     |
| -------------- | -------------------------------------- | -------------------------- | -------------------------------- | ----------------------------- |
| Grand Prix     | Duo Garcia (Hiszpania/Wielka Brytania) |                            |                                  |                               |
| Złota korona   | Mr. Chap (Polska)                      | Justyna & Wowa (Ukraina)   |                                  |                               |
| Srebrna korona | Vladimir Omelchenko (Ukraina)          | Michael Betrian (Holandia) | Robert Lagroni (Czechy)          | Juan Gutierez (Hiszpania)     |
| Brązowa korona | Chelo & Gabi (Hiszpania)               | Anna Filipowska (Polska)   | Inka & Karolina (Polska/Ukraina) | Rodzina Folco (Niemcy/Włochy) |

## Działalność zewnętrzna
Cyrk organizuje wspólnie z TVP program Artyści dzieciom, w trakcie którego znani aktorzy teatralni i filmowi oraz znane postacie z TVP wcielają się w rolę artystów cyrkowych lub treserów biorąc udział w spektaklu cyrkowym.
10 listopada 2005 r., podczas pierwszego dnia VII Ogólnopolskiej Konferencji Szkoleniowej Olimpiad Specjalnych, Cyrk Korona otrzymał odznaczenie Olimpiad Specjalnych Polska "Specjalny Przyjaciel" jako firma wspierająca działalność Olimpiad Specjalnych od ponad 10 lat. Cyrk Korona przekazuje także na cele hipoterapii swoje konie, które zakończyły pracę jako artyści cyrkowi.
Cyrk jest członkiem Europejskiego Stowarzyszenia Cyrków (ECA). Lidia Król–Pinder jest przedstawicielem ECA w Polsce, a jej mąż Thomas pracuje w komisji ECA zajmującej się regulacjami prawnymi związanymi ze standaryzacją transportów dla zwierząt.
W 2012 r. jako pierwszy cyrk w kraju umożliwił opcję kupna biletów on-line.

## Konflikty z obrońcami praw zwierząt
Cyrk Korona od wielu lat jest przedmiotem krytyki i akcji protestacyjnych części środowisk zajmujących się obroną praw zwierząt. Kontrole przeprowadzane w 2008 r. przez władze weterynaryjne, po interwencjach organizacji ekologicznych i obrońców praw zwierząt nie wykazały jednak uchybień w zakresie przepisów dotyczących traktowania zwierząt w Polsce.
Głośnym echem w mediach przetoczyła się w 2000 r. sprawa ucieczki trzech tygrysów z Cyrku, która na skutek błędu policjanta skończyła się przypadkową śmiercią weterynarza, który próbował uratować zwierzęta przed zastrzeleniem.